# Henri Termier
Henri-François-Émile Termier, né à Lyon le 13 décembre 1897 et mort à Gif-sur-Yvette le 12 août 1989, est un géologue français.

## Biographie
Il est officier d'artillerie pendant la Première guerre mondiale, où il obtient la Croix de guerre. Il fait ensuite des études à Grenoble.
D'abord assistant à l'Université de Montpellier (1923 - 1925), il entre au Service géologique du Maroc où il travaille jusqu'en 1940. Il y fait des études de stratigraphie et de paléontologie qui le rendent célèbre. Il en tire un mémoire-thèse en 1936.
Il devient ensuite professeur à l'Université d'Alger (1946) puis, en 1955, titulaire d'une chaire à la Sorbonne où il dirige le Laboratoire de géologie générale à partir de 1960.
Il épouse en 1945 la paléontologue Geneviève Termier née Delpey (1917-2005), qui fut directeur de recherche au CNRS et spécialiste des gastéropodes. Ils ont un fils unique, Michel.

## Éléments de bibliographie
- Henri et Geneviève Termier, Paléontologie marocaine, 5 volumes, 1950
- Études géologiques sur le Maroc central et le Moyen Atlas septentrional , 1936
- Henri et Geneviève Termier, Traité de géologie, 1952
- Traité de stratigraphie
- Henri et Geneviève Termier, Biologie et écologie des premiers fossiles, 1968
- Les Animaux préhistoriques, 1977
- Histoire de la Terre, 1978
- Henri et Geneviève Termier, Évolution et paléogéographie, Paris, Albin Michel, coll. « Sciences d'aujourd'hui », 1959, 254 p. (SUDOC 004538730)
- Henri et Geneviève Termier, « Volcanisme et volcans », Diagrammes, no 68,‎ octobre 1962